# Райхсгоф
Райхсгоф (нім. Reichshof) — сільська громада в Німеччині, знаходиться в землі Північний Рейн-Вестфалія. Підпорядковується адміністративному округу Кельн. Входить до складу району Обербергішер.
Площа — 114,67 км2. Населення становить 18 503 ос. (станом на 31 грудня 2020).